# Sideroxylon lanuginosum
Sideroxylon lanuginosum là một loài thực vật có hoa trong họ Hồng xiêm. Loài này được Michx. miêu tả khoa học đầu tiên năm 1803.